# نیم‌خط
نیم خط، خطی است که از یکسو نامتناهی (بی پایان) و از سوی دیگر محدود (متناهی) به یک نقطه باشد.
هر نقطه بر روی خط، آن را به دو نیم خط تقسیم می‌کند.
می‌توان یک «نیم خط» (Ray) را قطعه یا بخشی از یک خط تصور کرد. در هندسه، یک نیم خط به راحتی با دو نقطه ساخته می‌شود. یکی از این نقطه‌ها، نقطه شروع نیم خط خواهد بود و نقطهٔ دیگر صرفاً یک نشانه است که مسیر نیم خط را نشان می‌دهد. خطی که این دو نقطه را به هم متصل می‌کند، فقط در یک جهت گسترش می‌یابد.